# Luci Emili Mamercí (mestre de la cavalleria)
Luci Emili Mamercí (en llatí: Lucius Aemilius L. F. L. N. Mamercinus) va ser un magistrat romà. Era fill del cònsol Luci Emili Mamercí.
Va ser nomenat interrex l'any 353 aC i magister equitum del dictador Gai Juli Jul el 352 aC.